# Караозек (Астраханская область)
Караозе́к (каз. Қараөзек) — село в Красноярском районе Астраханской области России, входит в состав сельского поселения Ватаженский сельсовет.

## География
Село расположено в 61 км на восток от областного центра — города Астрахани и в 23 км от районного центра — села Красный Яр близ границы с Казахстаном. Рядом с селом пролегает автотрасса Астрахань — Атырау, на которой размещается МАПП «Караозек».

## История
В 1924 году образовался Совет «Караозек», в него вошли степные аулы, расположенные к юго-западу от Есекея. В 1930 году был создан колхоз «Жана талап». В начале 1934 года его разделили на два, второй назвали в честь ХYII партсъезда ВКП(б). В 1961 году земли колхоза имени XYII партсъезда присоединили к Байбеку, а Караозек стал производственным участком колхоза «Родина». В 1980 году производственный участок «Караозек» передали колхозу «Знамя», центральная усадьба которого находилась в Ватажном. В 1991 году караозекцы решили идти своим путём, отделились от колхоза и создали ассоциацию крестьянских хозяйств «Караозек»..
С 2006 до 2016 гг. село образовывало одноимённое муниципальное образование село Караозек со статусом сельского поселения как единственный населённый пункт в его составе.
Законом Астраханской области от 1 августа 2016 года сельские поселения село Караозек, Ватаженский сельсовет и Кривобузанский сельсовет объединены в Ватаженский сельсовет с административным центром в селе Ватажное, село Караозек вошло в состав Ватаженского сельсовета.

## Население
| 2002 | 2010 | 2016 |
| ---- | ---- | ---- |
| 518  | ↗552 | ↗568 |

| Национальность | Численность (2010) | Процент |
| -------------- | ------------------ | ------- |
| Казахи         | 491                | 89,9%   |
| Татары         | 4                  | 0,7%    |
| Ногайцы        | 3                  | 0,5%    |
| Не указана     | 48                 | 8,8%    |
| Всего          | 546                | 100%    |